# Simulium adersi
Simulium adersi är en tvåvingeart som beskrevs av Frederick E. Pomeroy 1922. 
Simulium adersi ingår i släktet Simulium och familjen knott. Inga underarter finns listade i Catalogue of Life.